# Saphanidus aeneus
Saphanidus aeneus là một loài bọ cánh cứng trong họ Cerambycidae.